# Gangnam Style
Gangnam Style (кореј. 강남스타일, IPA:  — „стил Гангнама”) корејска је комична песма певача Саја. Песма је имала премијеру 15. јула 2012, као први сингл са његовог шестог студијског албума PSY 6 (Six Rules), Part 1. Гангнам стајл се одмах попела на врх националне топ листе Јужне Кореје. Дана 21. децембра 2012, око 16.50 по средњоевропском времену, музички спот ове песме је постао први у историји интернета који је виђен преко милијарду пута. До 10. јула 2017. био је најгледанији видео на Јутјубу, а сада има око 4 милијарде прегледа.

## Значење песме
Фраза Гангнам стил је корејски неологизам који се односи на стил живота у елитној четврти Гангнам града Сеула. За становнике ове четврти сматра се да су „у тренду“, модерни, и да поседују известан педигре. Песма говори о „савршеној девојци која зна када да буде префињена, а када да покаже своју дивљу ћуд“. Рефрен ове песме 오빤 강남 스타일 (Опа Гангнам стајл) се преводи као „Велики брат је Гангнам стајл“, где Сај алудира на себе; Опа је корејска реч којом девојке називају старије мушке пријатеље, или старију браћу. Током интервјуа за Њујорк тајмс Сај је открио да су обожаваоци у Кореји имали велика очекивања од његових играчких способности, тако да је био под великим притиском. Да би остварио оно што се од њега очекивало, дуго је проучавао нове варијанте плеса, док није после тридесетак непроспаваних ноћи дошао до коначне верзије Гангнам стајл плеса. Уз консултацију са кореографом, покушао је са разним комичним плесним елементима инспирисаним животињским покретима, укључујући покрете панде и кенгура, пре него што се одлучио за комбинацију коњског каса и понашања јахача који држи узде, витла ласом и повремено „галопира“ у страну.

## Популарност
Песма, њен музички клип и духовити плесни покрети су постали изузетно популарни августа 2012. и прерасли у феномен поп културе. Музички критичари су песми дали оцене од делимично негативних, до врло позитивних, при чему су хваљени заразни ритам и забавни оригинални плес. Видео је добитник награде МТВ Европа за Најбољи видео 2012. Песма је постала инспирација за многобројне пародије и друге видео клипове, као и за флеш мобове у Паризу, Риму и Милану са десетинама хиљада учесника. Немачки медији су најавили да ће се највећи флеш моб у свету окупити на новогодишњу ноћ код Бранденбуршке капије у Берлину, и да ће тада група од милион људи играти уз Гангнам стајл.
До краја 2012. песма се попела на врх топ листа у више од 30 земаља, међу којима су: Аустралија, Канада, Француска, Немачка, Италија, Русија, Шпанија и Уједињено Краљевство. Песма је у Јапану примљена млако, док је у Кини постала песма која се највише скида са интернета (листа Бајду 500), док су државни медији оценили да ова песма има „дивну мелодију“.
Како је популарност песме расла, тако су и њене плесне покрете почели да имитирају познате личности, као што су амерички председник Барак Обама, британски премијер Дејвид Камерон, новоизабрана председница Јужне Кореје Парк Геун Хје, шампион Формуле 1 Себастијан Фетел, атлетичар Јусејн Болт, боксер Мани Пакјао, фудбалери Кристијано Роналдо и Кака, тенисерка Марија Шарапова, тенисери Новак Ђоковић и Роџер Федерер као и Генерални секретар УН Бан Ки Мун, који је похвалио ову песму као могућу „снагу за глобално добро“.